# Саханское (Сумская область)
Саханское (укр. Саханське) — село,
Анастасьевский сельский совет,
Роменский район,
Сумская область,
Украина.
Код КОАТУУ — 5924180605. Население по переписи 2001 года составляло 66 человек .

## Географическое положение
Село Саханское находится в урочище Романовщина.
На расстоянии в 1 км расположено село Закубанка.
По селу протекает пересыхающий ручей с запрудой.
Вокруг села много газовых скважин.